# 中国木活字印刷术

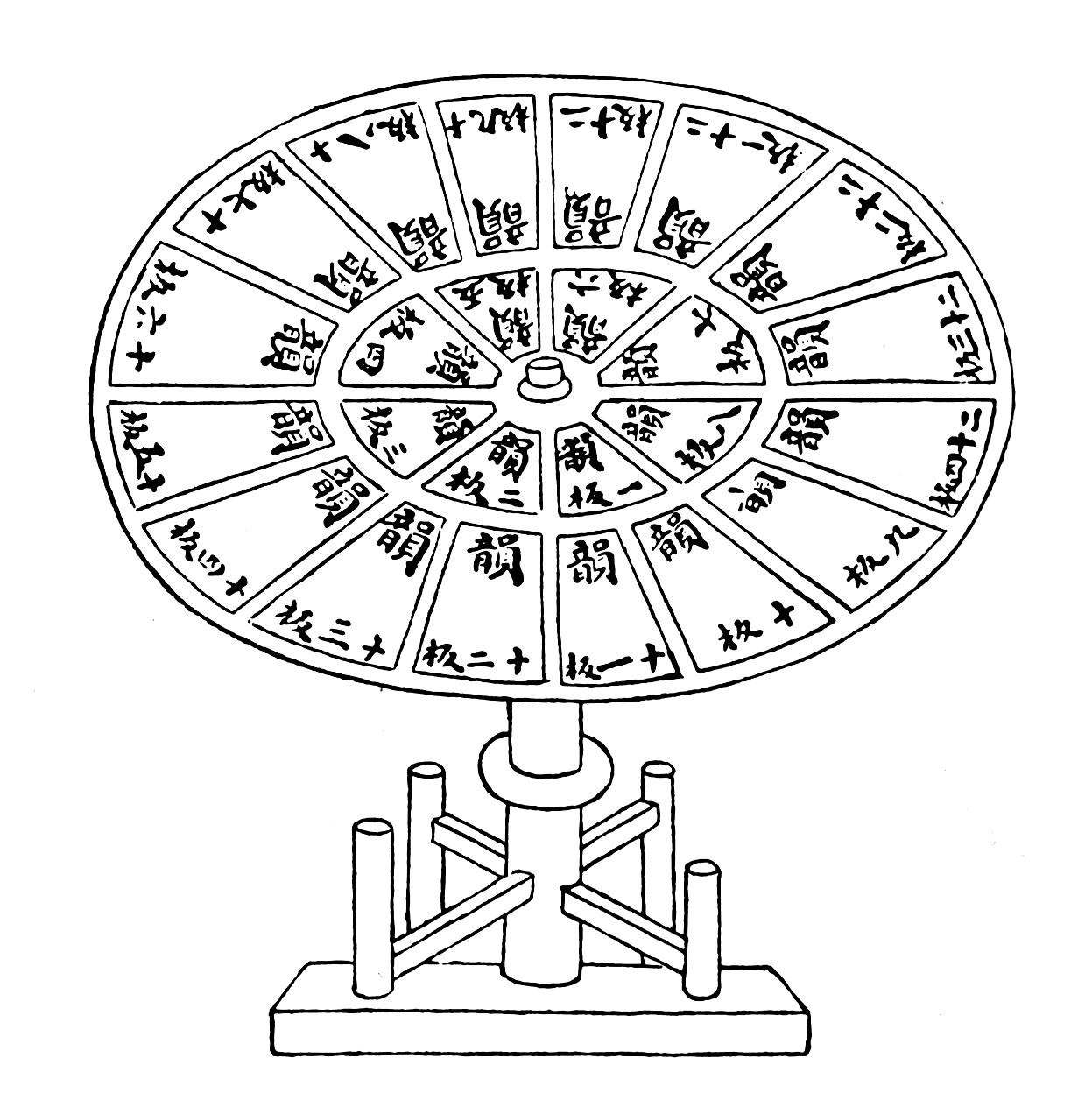
元代王祯《农书》中绘制的按韵母排列的转轮排字盘

活字印刷术是中国古代重要的技术发明，其中使用木头为原材料制作的活字，即木活字印刷术。中国的木活字印刷术自宋朝及西夏时期产生、经由元朝的改良下广泛使用后，在印刷出版领域占有一席之地，并延续至今。由于现代印刷技术和社会变迁的影响，中国传统木活字印刷术目前已经急剧凋零。2010年，浙江瑞安东源村及西前村的木活字印刷术以“中国活字印刷术（wooden movable-type printing of China）”之名进入联合国教科文组织急需保护的非物质文化遗产名录。

## 北宋
北宋沈括在《梦溪笔谈》中记载了毕昇发明的泥活字印刷术，并提到：“不以木为之者，木理有疏密，沾水则高下不平，兼与药相粘，不可取。”说明毕昇曾尝试过使用木活字，但并未成功。

## 西夏

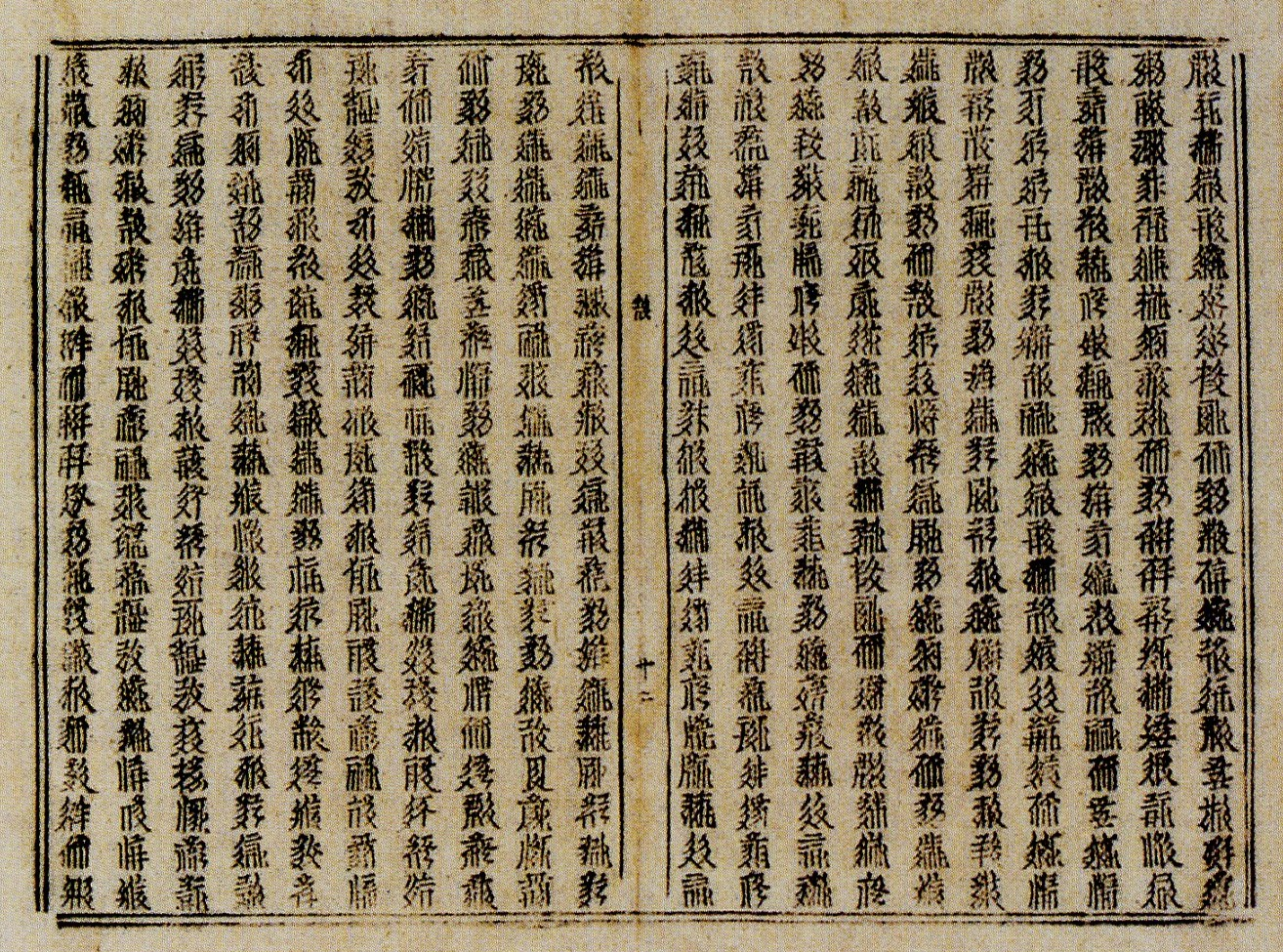
西夏文佛经《吉祥遍至口和本续》，木活字印刷品

因为西夏举国崇拜佛教，随着大量佛经的印制，西夏大量使用活字印刷术，比例（相较于雕版印刷）可能比中原地区还要高。近年来在存世的西夏文献中，发现了大批活字印刷品，为目前世界上发现的较早的活字印本。其中，宁夏贺兰县拜寺口方塔遗址出土的西夏文《吉祥遍至口和本续》，蝴蝶装，约10万字，是译自藏文的藏传佛教密宗经典。《吉祥遍至口和本续》被认为是目前世界上发现的最早的木活字印刷品，印刷时间不晚于12世纪下半叶。

## 回鹘
20世纪，在敦煌莫高窟北区，前后发现了1152枚回鹘文木活字。其中968枚为法国探险家伯希和于1908年发现，大部分（960枚）藏于法国巴黎吉美博物馆，4枚藏于美国纽约大都会博物馆，4枚藏于日本东京东洋文库；130枚为沙俄学者奧登堡于1914年发现，现下落不明；54枚为之后陆续发现，藏于敦煌研究院。与汉字木活字和西夏文木活字以“字”为单位不同，回鹘文木活字既有固定的词（如“涅槃”“罪”），也有表示语法意义的词缀，还有字母。这批回鹘文木活字大约制作于12世纪末到13世纪上半叶，是世界上现今发现的最古老的活字实物。

## 元
元代，旌德县令王祯在写作《农书》时，为排印方便，让人制作了木活字，并发明转轮排字盘。王祯于大德二年（1298年）将木活字尝试应用于排印《旌德县志》，成功印刷100本。他后来将“造活字印书法”写入《农书》之中，这是在文献中对木活字印刷术最早的翔实记载和阐述。至治二年，奉化知州马称德也用活字书板排印了《大学衍义》等书。

## 明
明代，木活字印刷比元代大为流行。明胡应麟说：“今世欲急于印行者，有活字；然自宋已兆端……今无以药泥为之者，惟作木称活字云。”清代魏崧说：“活板始于宋……明则用木刻。”清代龚显曾说：“明人用木活字板刷书，风乃大盛。”明代用木活字刻书的有藩王、书院或民间私人。明代木活字本有书名可考的，约有100多种，多为万历年间印本，弘治以前的极其罕见。:552-554另外，明末还开始使用木活字印刷邸报。

## 清
清代，木活字印刷无论数量上还是品質上都得到了巨大的发展。乾隆三十八年，负责管理四库全书刊印事务的金简向乾隆帝提议，用枣木刻制活字，用以印刷书籍。他指出，排印一本书，大约需要大小活字15万个，加上其他工具，约需1400两白银；而用雕版，印刷一部《史记》就要大约1180两白银。得到乾隆帝同意后，金简组织臣工，用一年时间雕造了25万个木活字。至乾隆五十九年，共印制了134种古籍，加上之前雕版印刷的4种，总计138种，称为“武英殿聚珍版丛书”。金简还写成了《钦定武英殿聚珍板程式》，详细介绍木活字印刷的技术工艺。这批木活字后来收藏在武英殿内，未能得到充分利用，仅在嘉庆年间排印过8种图书（世称“聚珍版单行本”），最后竟被值班的卫兵们用于烤火取暖，今已不存。
在内府的影响下，各地官衙也都开始使用木活字印刷。民间书院、私家和营业性书坊也有不少采用木活字印刷技术。清代木活字印本（不含家谱），传至今天的约有2000种。
清代也用木活字印刷连续出版物。除沿袭明末做法、用木活字印邸报（京报）外，还有北京官员常备的《缙绅录》，即一种按季度出版的政府职官名册。因其内容变化不大，也使用木活字印刷。:590-598

## 家谱
明末起，民间开始用木活字来排印家谱，主要集中在南方，尤以江苏、浙江为主，又特别集中在江苏常州府和浙江绍兴府。:556,600从技术上看，木活字印刷技术印刷便利，费用低廉，工具便于携带，正好满足编修家谱的需要。家谱版式变化较多，续修周期短，更新快，都适合木活字印刷术发挥优点；另一方面，家谱无须保留原版，所用文字范围与数量有限，且不刻意追求精美，只要求字迹清晰，又都避开了木活字印刷术的缺点。上海图书馆藏11700种家谱中，木活字本多达9314种，其中超90%是清光绪和民国年间的产物。中国社会科学院历史研究所图书馆藏家谱1009余种，木活字本占701种。据浙江省图书馆主编的《浙江家谱总目提要》，目前存世的12775种谱籍地为浙江的家谱中，木活字本占9303种；其中明代13种，清代约5100种，民国约3700种，1949年后约500种。

## 当代

### 浙南木活字
在浙江省温州市瑞安、平阳、苍南一带，至今仍有民间谱师将木活字印刷术传承至今。瑞安东源村有谱师70余人。据当地王氏家谱记载，其先祖从中原迁至福建安溪，元代开始将木活字印刷术应用于修谱，明代正德年间迁至温州平阳，乾隆元年开基祖王应忠始迁至瑞安东源。其祖传的木活字印刷编修族谱技艺称为“梓辑”，具体分采访（开丁）→誊清（理稿）→检字→排版→校对→刷印→打圈→划支→填字→分谱→折谱→草订（打孔、下纸捻）→切谱（裁边）→装线→封面→装订等16道工序，此外还有取材（选取字材）、制字模、写反字、刻字等一系列制作木活字的基础工作。制作木活字使用棠梨木，刻字采用宋体旧字形。
浙江地区从明代开始就规模化使用木活字印刷术印刷家谱，在金华一带尤其盛行。温州地区木活字本家谱反而是1949年之后才开始占据主导地位。文化大革命中，温州一带仍有许多谱师在为各宗族修谱。文革后期到改革开放初期，东源梓辑达到全盛，谱师不仅在本地接活，还经常应邀出省修谱。之后，木活字技艺逐渐凋零，且后继乏人。2001年，《温州都市报》对瑞安东源村传统木活字印刷术进行了报道；几乎与此同时，《瑞安日报》记者将自己深入采访的文稿和影像资料发给多家媒体。从此，东源村木活字印刷术引来了多方关注。2004年，由原王氏大宅修缮、布置的“中国木活字印刷文化展示馆”正式开放。2008年，瑞安“木活字印刷技术”成为中国大陆第二批国家级非物质文化遗产。2010年，瑞安东源村及西前村的木活字印刷术以“中国活字印刷术（wooden movable-type printing of China）”之名进入联合国教科文组织急需保护的非物质文化遗产名录。
目前，木活字印刷术所面临的威胁主要是：经济报酬低（2008年，修谱年收入在2万至4万人民币左右），导致从业人员急剧减少，年轻人不愿继承，老谱师也有许多人改行；现代印刷技术日益发达，一些谱师改用技术简单、价格低廉、印刷效果也更好的铅字，电脑排印更是大大挤占了活字印刷的生存空间；宗族观念弱化，木活字印刷所依赖的宗谱编印市场不断萎缩。

### 闽西北木活字
在福建省西北部，也有一些地方保存了木活字印刷术。三明市宁化县，从事木活字印刷修谱的尚有五家。南平市光泽县，尚有一家印刷作坊保留有木活字印刷术。2011年，宁化、光泽“木活字印刷术”进入福建省第四批省级非物质文化遗产名录。

## 技术特点
相较于铜活字印刷术，木活字印刷术更为经济。明代弘治、正德、嘉靖年间，一度盛行金属活字印刷术，如无锡华燧、安国等人用铜活字印刷。万历之后，木活字开始取而代之。赵元方指出，中国古代一贯用铜铸币，有能力铸造铜活字的必定是经济繁荣年代的富贵之家，而当经济衰落后，木活字印刷术就会因为更低的成本而兴起。:589
与雕版印刷品相比，木活字印刷品的品質较逊色。由于各枚活字的木料材质不同，印刷时着墨受潮后膨胀的程度也不一，因而用木活字印刷的书籍，即使同一版面上的字迹也会深浅不一。排版时，也容易因为疏忽大意而出现文字错误、脱衍、方向颠倒的现象。而木活字印刷术的优点在于排印灵活，速度快，价格低，木活字还可以出借使用，因此尤其适用于想要印行著作却经济不宽裕的情况，或印刷报纸、缙绅录、家谱等特定出版物。:629-631